# Đế quốc Xô viết
Chủ nghĩa  Đế quốc Xô viết được sử dụng bởi những người đối lập chỉ trích Liên Xô và những người thuộc các dân tộc thiểu số ở Liên Xô để nhắc về chính sách chính trị của nhà nước này trong thời kỳ Chiến tranh Lạnh. Nhiều người chỉ trích Liên Xô về sự can thiệp vào chính trị nội bộ của những quốc gia độc lập có chủ quyền, song bị chi phối và bị ảnh hưởng bởi Liên Xô thuộc Khối Warszawa cũng như tại các nơi khác như Afghanistan, bao gồm Sự kiện năm 1956 ở Hungary và Mùa xuân Praha, các nhà nước đó thường được coi là các quốc gia vệ tinh (một số người còn coi đó là các nhà nước chư hầu) của Liên Xô. Cũng như Mỹ, Anh hoặc Pháp, Liên Xô duy trì một hệ thống căn cứ quân sự ở nước ngoài để bảo vệ lãnh thổ và ảnh hưởng của mình.

## Nhận xét
Mặc dù Liên Xô coi mình là thế lực phi đế quốc và là một nhà nước dân chủ nhân dân, những người chỉ trích chính quyền Liên Xô nhận xét nó là một nhà nước theo chủ nghĩa đế quốc trá hình Do sự giống nhau về lãnh thổ với Đế quốc Nga trước đây, các nhóm sắc tộc theo chủ nghĩa ly khai ở Nga coi Liên Xô là nhà nước kế vị của Đế quốc Nga với tham vọng tiếp tục bành trướng lãnh thổ cho dân tộc Nga. Một số xem Liên Xô chỉ là một nhà nước đế quốc thực dân kiểu cũ, trong khi những người theo chủ nghĩa Mao cáo buộc Liên Xô thực chất là một đế chế trá hình trong hình thức quốc gia xã hội chủ nghĩa. Một vấn đề nữa là văn hóa, như ý đồ Nga hóa và Xô viết hóa hệ thống chính trị, giáo dục và xã hội ở các nước khác.
Trên tất cả, nhà nước Liên Xô được nhìn nhận là một nhà nước tập quyền. Trung tâm của nó, Nga, cũng không hoàn toàn là một nhà nước thuộc địa do sự phân tầng kinh tế khác nhau đa dạng cũng như những đặc điểm kinh tế giữa các vùng trong khu vực cũng được xem xét kỹ lưỡng, chẳng hạn như những hành động khai thác tài nguyên ở Ba Lan và các nước Baltic hậu Chiến tranh thế giới thứ hai. Một đặc điểm rõ ràng là tư tưởng mở rộng sự ảnh hưởng của xã hội chủ nghĩa của Liên Xô bằng các khoản viện trợ quốc tế nhằm làm tăng ảnh hưởng tại các nước nhận viện trợ. Các khoản viện trợ cho các nước nghèo làm hao mòn kinh tế và tài nguyên khiến Liên Xô cũng phải gánh hậu quả. Sau khi Liên Xô tan rã, Nga, nước kế thừa Liên Xô, phải chịu nợ lên tới 103 tỷ dollar, trong khi chính họ đã cấp cho các nước khác những khoản vay hoặc viện trợ lên tới 140 tỷ dollar.
Ngược lại, những người ủng hộ Liên Xô bác bỏ những quan điểm này. Họ dẫn chứng rằng Liên Xô đã giúp đỡ phong trào giải phóng dân tộc ở Á – Phi – Mĩ Latinh trong cuộc đấu tranh giành độc lập, chống lại chủ nghĩa thực dân của các nước Châu Âu, làm đảo lộn chiến lược toàn cầu của Mĩ và phương Tây, ủng hộ các phong trào đấu tranh vì độc lập dân tộc, dân chủ và tiến bộ xã hội. Những năm 1960, trong cao trào đấu tranh giải phóng dân tộc được Liên Xô ủng hộ, đã có khoảng 100 quốc gia giành được độc lập dân tộc, một số nước không ngừng ủng hộ mạnh mẽ phong trào Xã hội chủ nghĩa, chọn đi theo con đường Xã hội chủ nghĩa với những mức độ khác nhau.
Khi các nước hậu thuộc địa đầu tiên bắt đầu giành được độc lập ở châu Phi, Trung Đông, châu Á và Mỹ Latinh, Liên Xô đã hỗ trợ vật chất to lớn đối với các quốc gia này. Ai Cập của Gamal Abdel Nasser, Indonesia của Sukarno, và Ấn Độ của Jawaharlal Nehru đều được hưởng lợi từ chính sách này. Đến năm 1965, viện trợ của Liên Xô cho các nước mới giành độc lập đã vượt qua 9 tỷ USD, gồm cả hỗ trợ kinh tế lẫn quân sự. Dù không trở thành một phần của hệ thống xã hội chủ nghĩa, nhà máy thép đầu tiên của Ấn Độ đã được xây dựng như là quà tặng của Liên Xô. Khi Vương quốc Anh, Pháp và Israel xâm lược Ai Cập vào năm 1956, Liên Xô đã hỗ trợ nước này đẩy lui các thế lực thực dân cũ. Nhiều nước châu Phi và Mỹ La tinh cũng được hỗ trợ tương tự. Hàng triệu sinh viên từ các nước nghèo được Liên Xô giáo dục miễn phí về kỹ thuật, nông nghiệp và các ngành khác. Sức mạnh của Liên Xô và hệ thống xã hội chủ nghĩa có thể coi là một cực tiến bộ trong hơn 70 năm, không chỉ ngăn chặn các cuộc chiến tranh đế quốc từ phương Tây mà còn là nguồn cảm hứng và cơ sở hậu thuẫn cho chủ nghĩa xã hội và phong trào giải phóng dân tộc ở châu Á, châu Phi và Mỹ Latinh Tại hội nghị ở Havana, Liên Minh các quốc gia châu Phi do Oliver Tambo dẫn đầu đã nhận xét về những lời chỉ trích Liên Xô từ các nước phương Tây: "Liên bang Xô viết, Cuba, nhiều nước xã hội chủ nghĩa đã giúp cho nhiều đất nước ở đây tồn tại đến ngày hôm nay, trở thành các quốc gia độc lập. Đó là một "tội ác" chống lại các nước đế quốc (phương Tây). Chúng tôi hiểu điều đó".

## Ảnh hưởng
Liên Xô được cho là đã xây dựng những hệ ảnh hưởng sau:
- Có ghế thường trực tại Hội đồng bảo an Liên hiệp quốc. Quan hệ chặt chẽ với Đông Âu và các nước đang phát triển.
- Là nguồn viện trợ lớn cho các nước nghèo ở châu Á, châu Phi.
- Ảnh hưởng mạnh trên các nước xung quanh, đa dạng và giàu có về lịch sử và văn hoá. Vận dụng ảnh hưởng thông qua các chính phủ và các tổ chức trên toàn thế giới. Các tư tưởng cộng sản chủ nghĩa rất hấp dẫn đối với nhiều người trên thế giới.
- Là nền kinh tế kế hoạch tập trung lớn nhất thế giới, và đứng hàng thứ hai thế giới về tổng sản lượng nền kinh tế trong suốt giai đoạn 1940-1990 (đạt 2,7 nghìn tỷ $ vào năm 1990). Khả năng tự cung tự cấp lớn, từng sản xuất 20% lượng hàng công nghiệp thế giới, quy mô công nghiệp bằng 80% so với Hoa Kỳ.

### Các nước đồng minh/vệ tinh của Liên Xô

Liên Xô là màu đỏ đậm, trong khi các quốc gia đồng minh/ủng hộ Xô viết là các nước đỏ nhạt/hồng. Cộng hòa Liên bang Xã hội chủ nghĩa Nam Tư liên kết với Liên Xô trước năm 1948 là màu tím, còn Cộng hòa Nhân dân Xã hội chủ nghĩa Albania liên kết với Liên Xô cho tới khi xảy ra Chia rẽ Trung – Xô là màu cam.

Những quốc gia liên minh với Liên Xô là thành viên của Hội đồng Tương trợ Kinh tế (đồng minh kinh tế), hoặc là thành viên Khối Warszawa (đồng minh quân sự) và thuộc khối Đông Âu. Các quốc gia này (trừ Việt Nam) đều có (hoặc từng có) quân Liên Xô trú đóng trên lãnh thổ và bị Liên Xô chi phối về mặt chính trị và quân sự.
- Bulgaria
- Cuba
- Tiệp Khắc
- Đông Đức
- Hungary
- Mông Cổ
- Ba Lan
- România
- Lực lượng kháng chiến Nam Tư/Nam Tư (kết thúc liên minh năm 1948 do Chia rẽ Tito–Stalin)
- Việt Nam (1976-1991, do bị Mỹ và đồng minh, Trung Quốc cô lập nên có xu hướng ngả theo Liên Xô và gia nhập Hội đồng tương trợ kinh tế, song hoàn toàn không bị chi phối về công việc đối nội và đối ngoại)
- Albania (chấm dứt làm thành viên Comecon năm 1961)
- Bắc Triều Tiên từ 1948 tới 1950. Sau chiến tranh Triều Tiên, Cộng hòa Dân chủ Nhân dân Triều Tiên tiếp tục làm đồng minh của Nga[12], song lại sử dụng Tư tưởng Chủ thể. Việc lính Trung Quốc rút quân năm 1958, và Liên Xô tan rã năm 1991 đưa nước này trở thành một trong số những quốc gia cô lập nhất thế giới.
- Afghanistan (1978-1990) tuy không là thành viên của Comecon và thuộc khối Đông Âu nhưng vẫn được xem là một quốc gia vệ tinh của Liên Xô khi kêu gọi Liên Xô can thiệp quân sự, gây ra cuộc chiến tranh Afghanistan lần 1 và hoàn toàn bị Liên Xô chi phối về mặt đối nội và đối ngoại.

### Các quốc gia thân Liên Xô
Đây là những quốc gia thường không tham gia vào bên nào, thuộc về các nước Thế giới thứ ba, song có các chính phủ thân Liên Xô tồn tại. Không phải chính thể nào cũng là đồng minh của Liên Xô mà hầu hết nó đều chỉ mang tính tạm thời.

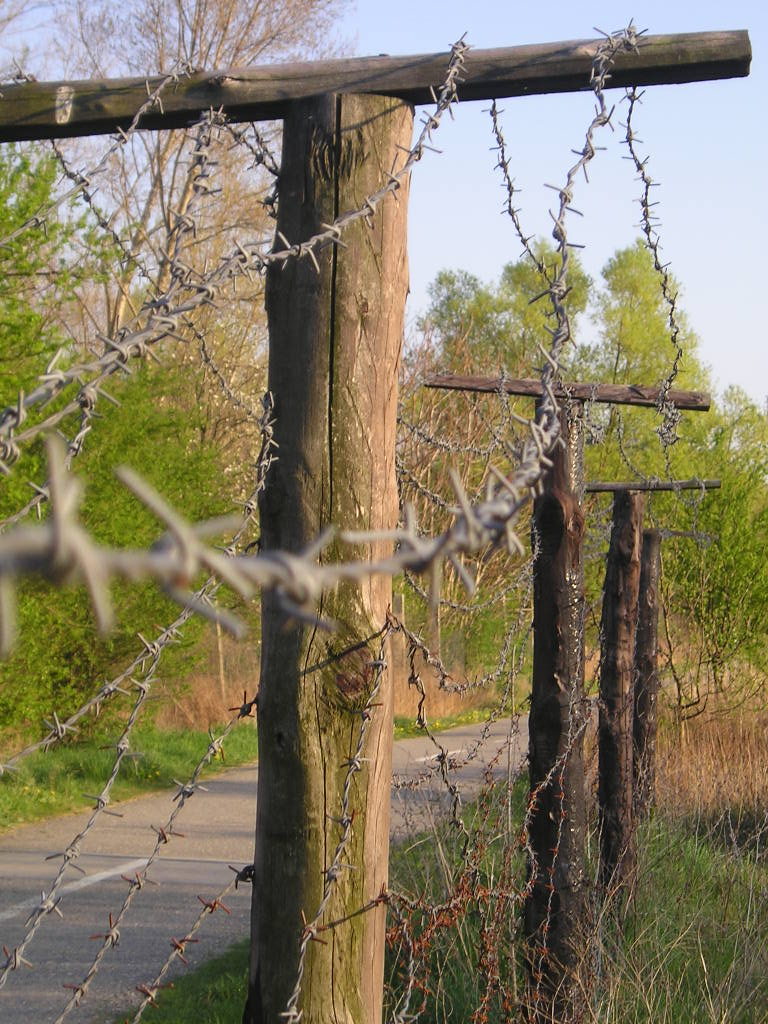
Những gì còn sót lại của bức tường sắt tại Devínska Nová Ves, Bratislava (Slovakia).

Các quốc gia thân Liên Xô song không theo chủ nghĩa cộng sản được để nghiêng:
- Ai Cập (1954–1973)
- Syria (1955–1991)
- Iraq (1958–1963, 1968–1991)
- Guinea (1960–1978)
- Mali (1960–1968)
- Miến Điện (1962–1988)
- Cộng hòa Dân chủ Somalia (1969–1977); năm 1977, với việc Somalia xâm lược Ethiopia, Liên Xô cắt ngoại giao với nước này. Phản ứng lại, Somalia cắt ngoại giao với Liên Xô và Hoa Kỳ sau đó ủng hộ nước này thay thế.[13]
- Algeria (1962–1991)
- Ghana (1964–1966)
- Peru (1968–1975)
- Sudan (1968–1972)
- Equatorial Guinea (1968–1979)
- Libya (1969–1991)
- Cộng hòa Nhân dân Congo (1963–1991)
- Chile (1970–1973)
- Cape Verde (1975–1991)
- Cộng hòa Dân chủ Nhân dân Yemen (1967–1990)
- Uganda (1969-1971)
- Indonesia (1959–1965)
- India (1971–1989)
- Bangladesh (1971–1975)
- Cộng hòa Dân chủ Madagascar (1972–1991)
- Guinea Bissau (1973–1991)
- Derg (1974–1987)/ Cộng hòa Dân chủ Nhân dân Ethiopia (1987–1991)
- Laos (1975–1991)
- Cộng hòa Nhân dân Bénin (1975–1990)
- Cộng hòa Nhân dân Mozambique (1975–1990)
- Cộng hòa Nhân dân Angola (1975–1991)
- Chính phủ Cách mạng Nhân dân Grenada (1979–1983)
- Nicaragua (1979–1990)
- Kampuchea (1979–1989)
- Burkina Faso (1983-1987)
- Việt Nam Dân chủ Cộng hòa (1945-1976)

### Các nước cộng sản chủ nghĩa đối lập với Liên Xô
Có một số các quốc gia đối lập với Liên Xô và họ gần như không bị Moskva chi phối, trong khi vẫn chia sẻ quan điểm tương đồng về ý thức hệ:
- Nam Tư (từ 1948)
- Albania (do Chia rẽ Trung – Xô)
- Trung Quốc (do Chia rẽ Trung -Xô)
- Kampuchea (1975–1979) từng trục xuất đại sứ Liên Xô về nước do Liên Xô không ủng hộ họ
- Somalia (1977–1991, bởi cuộc chiến tranh Ogaden)

### Các nước trung lập
- Phần Lan là quốc gia hiếm hoi ở phương tây giữ thế trung lập. Trong Chiến tranh thế giới thứ hai, Phần Lan đã chống cự thành công các cuộc tấn công từ Liên Xô, và cũng là quốc gia tư bản với kinh tế thị trường. Thế nhưng, Hiệp ước Phần Lan-Liên Xô năm 1948 đã phần nào hạn chế sự độc lập của Phần Lan trong chính sách ngoại giao của nước này. Hiệp ước buộc Phần Lan phải bảo vệ Liên Xô nếu có chiến tranh, đồng nghĩa với việc Phần Lan không thể gia nhập NATO và giúp Liên Xô có chỗ đứng trong vấn đề ngoại giao Phần Lan. Để ứng phó, Phần Lan phát triển chính sách Paasikivi–Kekkonen để vừa phát triển ngoại giao với phương Tây và kinh tế, cũng như giúp họ cân bằng ngoại giao với Nga[14]. Thế nhưng ở phương Tây, nó vô tình tạo nên nỗi sợ Phần Lan hóa về nguy cơ các nước phương Tây không thể hỗ trợ nhau trước sự tấn công của Liên Xô[15].